# Robert Hugh Molesworth Kindersley
Pour les articles homonymes, voir Kindersley (homonymie).
Robert Hugh Molesworth Kindersley (18 août 1929 - 9 octobre 2013), 3e baron Kindersley (en), est un homme d'affaires et homme politique britannique.

## Biographie
Fils de Hugh Kindersley et petit-fils de Robert Kindersley, il est directeur de London Assurance, de Witan Investment Co Ltd, de Steel Company of Wales, de Lazard Bros and Co Ltd, de Marconi, du Sun Alliance & London Insurance Group, d'English Electric, de GEC Ltd, de British Match Corporation Ltd et de Swedish Match Co, Maersk Co Ltd. Il est également président de Commonwealth Development Corporation, de Brent Walker Group plc et de BBA.
En 1976, il succède à son père Baron Kindersley (en).